# Chloropsina queenslandensis
Chloropsina queenslandensis är en tvåvingeart som beskrevs av Spencer 1986. Chloropsina queenslandensis ingår i släktet Chloropsina och familjen fritflugor. Inga underarter finns listade i Catalogue of Life.